# 左京潤
左京潤（日语：／ Sakyō Jun），日本小說家、輕小說作家。女性。2011年，以《當不成勇者的我，只好認真找工作了。》獲得第23屆Fantasia大獎金獎。獲獎時她的名字是。2013年決定動畫化，同年10月至12月播出。

## 作品列表

### 小說
- 當不成勇者的我，只好認真找工作了。（2012年1月—2014年7月，〈富士見Fantasia文庫〉，插圖：戌角柾，全10冊）
- 雙面勇者！（2014年4月—，〈富士見Fantasia文庫〉，插圖：BLADE，已出版2冊）
- （2016年3月，〈富士見L文庫（日语：富士見L文庫）〉，插圖：根岸京子）
- （2019年3月，〈富士見L文庫〉，著：紅原香，插圖：齊木久美子（日语：斉木久美子））—原案

未單行本化作品
- （《DRAGON MAGAZINE（日语：ドラゴンマガジン）》2018年11月號龍皇杯發表）

### 漫畫
- 當不成勇者的我，只好認真找工作了。
  - 作畫：森美、人物原案：戌角柾
  - 連載：《月刊Dragon Age》
  - 出版社：富士見書房

- 當不成勇者 ～當不成勇者的我，只好認真找工作了。～
  - 作畫：柚木Gao、人物原案：戌角柾
  - 連載：《YOUNG GANGAN》
  - 出版社：史克威爾艾尼克斯

## 外部連結
- 左京潤的X（前Twitter） （日語）